# Taboo (gioco di società)
Taboo è un gioco di società ideato da Don Rawitsch e pubblicato nel 1989 dalla Milton Bradley Company, famosa società produttrice di giochi da tavolo.

## Modalità di gioco
Scopo del gioco è far indovinare ai membri della propria squadra una parola, senza però pronunciare una delle cosiddette parole tabù, ossia un elenco di cinque parole correlate a quella da indovinare. Ad esempio, per far indovinare la parola "Arresto", non si potranno utilizzare "Polizia", "Stop", "Liberare", "Imprigionare" e "Manette".
Il gioco si sviluppa in questo modo:
- ci si divide in due squadre
- per ogni squadra si sceglie un suggeritore (da un turno all'altro può variare) che andrà in mezzo alla squadra avversaria a cercare di far capire agli altri componenti del suo gruppo una determinata parola, senza però utilizzare le 5 parole taboo.
- le squadre si susseguono a turno con suggeritori diversi ad ogni turno (il suggeritore si porrà tra due avversari che potranno controllare le parole taboo)
- per ogni risposta corretta si guadagna un punto, mentre per ogni taboo o infrazione delle regole di suggerimento viene tolto un punto. Alla fine del turno di ogni squadra il numero dei passi della pedina corrisponderà ai punti accumulati nel turno. Il turno finisce con lo scadere del tempo. Indovinata una parola misteriosa la stessa squadra può dunque continuare fino al termine della clessidra.
- le caselle blu fanno perdere il turno seguente della squadra che ci capita sopra;
- le caselle con due clessidre danno il doppio del tempo al seguente turno della squadra che ci capita sopra;
- le caselle con una faccia taboo e 2 clessidre danno (oltre al precedente effetto) l'obbligo di scegliere un solo giocatore che risponderà e che non potrà rivolgersi ai suoi compagni.
- le caselle con una faccia taboo e 1 clessidra danno l'obbligo di scegliere un solo giocatore che risponderà e che non potrà rivolgersi ai suoi compagni (facendo rimanere invariato il tempo a propria disposizione, cioè una clessidra).
- sulle ultime sette caselle (viola) bisogna ottenere almeno 3 punti per potersi muovere: se la squadra ottiene 2 parole non si muoverà, se ne ottiene 3 si muoverà di 1 casella, se ne ottiene 4 si muoverà ancora di 1, se ottiene 6 punti si muoverà di 2 caselle, ecc... ogni multiplo di 3 si potrà avanzare di una casella. Di quest'ultima regola esistono ulteriori interpretazioni:
  - per muoversi dalla prima casella viola è necessario ottenere 3 punti, per le caselle successive ci si muove di una casella per punto: se la squadra ha totalizzato 3 punti si muoverà di una casella, se la squadra ha totalizzato 4 punti di 2, se 5 punti di 3 e via dicendo;
  - se il suggeritore fa ottenere alla sua squadra 3 o più punti, la pedina della sua squadra potrà essere spostata del corrispondente numero di caselle: 0 caselle se il punteggio è inferiore a 3 e del numero di punti totalizzato se il punteggio è superiore a 3.[2]

Vince chi raggiunge prima il traguardo.

## Contenuto della prima edizione
- 504 Carte.
- Porta carte (solo prima e seconda edizione; senza nelle edizioni "Refresh" dal 2000)
- Buzzer (elettronico nella prima e nella seconda edizione, di gomma in quelle successive. In un'edizione del 2006 chiamata Taboo XXL devi usare un pupazzo per buzzare e mimare chiamato Mimotto per il taboo mimato visto che è un'edizione XXL
- Clessidra
- Tabellone di gioco
- 2 Pedine